# Indy NXT 2023
De Indy NXT 2023 was het 37e kampioenschap van de Indy NXT. Tot 2022 stond het kampioenschap bekend onder de naam Indy Lights, voordat deze in 2023 door de nieuwe eigenaar Penske Entertainment werd veranderd.
Christian Rasmussen werd kampioen met vijf overwinningen.

## Teams en rijders
Alle teams rijden met een Dallara-chassis en een AER-motor met 4 cilinders. Firestone is in 2023 de nieuwe bandenleverancier en levert de banden voor alle teams.
| Team                                   | Nr | Rijders              | Races       |
| -------------------------------------- | -- | -------------------- | ----------- |
| Abel Motorsports                       | 51 | Jacob Abel           | Alle        |
| Abel Motorsports                       | 55 | Francesco Pizzi      | 9-10, 13-14 |
| Abel Motorsports                       | 57 | Colin Kaminsky       | 1-6, 10-11  |
| Abel Motorsports                       | 57 | Yuven Sundaramoorthy | 9, 12-14    |
| Andretti Autosport                     | 26 | Louis Foster         | Alle        |
| Andretti Autosport                     | 27 | Hunter McElrea       | Alle        |
| Andretti Autosport                     | 28 | Jamie Chadwick       | Alle        |
| Andretti Autosport                     | 29 | James Roe jr.        | Alle        |
| Cape Motorsports                       | 47 | Enaam Ahmed          | 1-7         |
| Cape Motorsports                       | 47 | Matthew Brabham      | 9           |
| Cape Motorsports                       | 47 | Kiko Porto           | 10, 13-14   |
| Cape Motorsports                       | 98 | Jagger Jones         | 1-10, 12    |
| HMD Motorsports                        | 14 | Josh Pierson         | 1, 3, 6-12  |
| HMD Motorsports                        | 14 | Toby Sowery          | 2, 4-5      |
| HMD Motorsports                        | 21 | Kyffin Simpson       | 1-10, 12-14 |
| HMD Motorsports with Dale Coyne Racing | 3  | Josh Green           | 1-6         |
| HMD Motorsports with Dale Coyne Racing | 6  | Christian Rasmussen  | Alle        |
| HMD Motorsports with Dale Coyne Racing | 7  | Christian Bogle      | Alle        |
| HMD Motorsports with Dale Coyne Racing | 10 | Rasmus Lindh         | 1           |
| HMD Motorsports with Dale Coyne Racing | 10 | Reece Gold           | 3-14        |
| HMD Motorsports with Dale Coyne Racing | 39 | Nolan Siegel         | Alle        |
| HMD Motorsports with Dale Coyne Racing | 68 | Danial Frost         | Alle        |
| HMD Motorsports with Force Indy        | 99 | Ernie Francis jr.    | 1-2, 4-14   |
| Juncos Hollinger Racing                | 75 | Matteo Nannini       | 1-7         |
| Juncos Hollinger Racing                | 75 | Matthew Brabham      | 8, 11       |
| Juncos Hollinger Racing                | 75 | Victor Franzoni      | 9-10, 12-14 |
| Juncos Hollinger Racing                | 76 | Reece Gold           | 1-2         |
| Juncos Hollinger Racing                | 76 | Rasmus Lindh         | 3-11        |
| Juncos Hollinger Racing                | 76 | Matthew Brabham      | 12-14       |

## Races
| Race | Datum        | Circuit                                     | Locatie            |
| ---- | ------------ | ------------------------------------------- | ------------------ |
| 1    | 5 maart      | Stratencircuit Saint Petersburg             | St. Petersburg, FL |
| 2    | 30 april     | Barber Motorsports Park                     | Birmingham, AL     |
| 3    | 12 mei       | Indianapolis Motor Speedway (binnencircuit) | Speedway, IN       |
| 4    | 3 juni       | Stratencircuit Detroit                      | Detroit, MI        |
| 5    | 4 juni       | Stratencircuit Detroit                      | Detroit, MI        |
| 6    | 18 juni      | Road America                                | Elkhart Lake, WI   |
| 7    | 2 juli       | Mid-Ohio Sports Car Course                  | Lexington, OH      |
| 8    | 22 juli      | Iowa Speedway                               | Newton, IA         |
| 9    | 6 augustus   | Nashville Street Circuit                    | Nashville, TN      |
| 10   | 11 augustus  | Indianapolis Motor Speedway (binnencircuit) | Speedway, IN       |
| 11   | 27 augustus  | World Wide Technology Raceway at Gateway    | Madison, IL        |
| 12   | 3 september  | Portland International Raceway              | Portland, OR       |
| 13   | 9 september  | WeatherTech Raceway Laguna Seca             | Monterey, CA       |
| 14   | 10 september | WeatherTech Raceway Laguna Seca             | Monterey, CA       |

## Uitslagen
| Ronde | Race            | Poleposition        | Snelste ronde       | Meeste ronden aan de leiding | Winnaar             | Winnaar                                |
| Ronde | Race            | Poleposition        | Snelste ronde       | Meeste ronden aan de leiding | Coureur             | Team                                   |
| ----- | --------------- | ------------------- | ------------------- | ---------------------------- | ------------------- | -------------------------------------- |
| 1     | St. Petersburg  | Louis Foster        | Christian Rasmussen | Jacob Abel                   | Danial Frost        | HMD Motorsports with Dale Coyne Racing |
| 2     | Birmingham      | Christian Rasmussen | Christian Rasmussen | Christian Rasmussen          | Christian Rasmussen | HMD Motorsports with Dale Coyne Racing |
| 3     | Indianapolis GP | Matteo Nannini      | Matteo Nannini      | Matteo Nannini               | Matteo Nannini      | Juncos Hollinger Racing                |
| 4     | Detroit         | Louis Foster        | Hunter McElrea      | Reece Gold                   | Reece Gold          | HMD Motorsports with Dale Coyne Racing |
| 5     | Detroit         | Louis Foster        | Hunter McElrea      | Nolan Siegel                 | Nolan Siegel        | HMD Motorsports with Dale Coyne Racing |
| 6     | Road America    | Kyffin Simpson      | Nolan Siegel        | Nolan Siegel                 | Nolan Siegel        | HMD Motorsports with Dale Coyne Racing |
| 7     | Mid-Ohio        | Christian Rasmussen | Christian Rasmussen | Christian Rasmussen          | Louis Foster        | Andretti Autosport                     |
| 8     | Iowa            | Jacob Abel          | Louis Foster        | Christian Rasmussen          | Christian Rasmussen | HMD Motorsports with Dale Coyne Racing |
| 9     | Nashville       | Christian Rasmussen | Hunter McElrea      | Christian Rasmussen          | Christian Rasmussen | HMD Motorsports with Dale Coyne Racing |
| 10    | Indianapolis GP | Hunter McElrea      | Louis Foster        | Hunter McElrea               | Hunter McElrea      | Andretti Autosport                     |
| 11    | Gateway         | Christian Rasmussen | Hunter McElrea      | Christian Rasmussen          | Christian Rasmussen | HMD Motorsports with Dale Coyne Racing |
| 12    | Portland        | Louis Foster        | Nolan Siegel        | Louis Foster                 | Louis Foster        | Andretti Autosport                     |
| 13    | Laguna Seca     | Hunter McElrea      | Christian Rasmussen | Hunter McElrea               | Hunter McElrea      | Andretti Autosport                     |
| 14    | Laguna Seca     | Christian Rasmussen | Christian Rasmussen | Christian Rasmussen          | Christian Rasmussen | HMD Motorsports with Dale Coyne Racing |

## Kampioenschap
| Pos | Rijder               | STP | ALA | IMS | DET | DET | RDA | MOH | IOW | NAS  | IMS | GAT | POR | LAG | LAG | Punten |
| --- | -------------------- | --- | --- | --- | --- | --- | --- | --- | --- | ---- | --- | --- | --- | --- | --- | ------ |
| 1   | Christian Rasmussen  | 4   | 1L* | 5   | 9   | 2   | 19  | 3L* | 1L* | 11L* | 6   | 1L* | 5   | 2   | 1L* | 539    |
| 2   | Hunter McElrea       | 5   | 13  | 4   | 7L  | 4L  | 3   | 4   | 5   | 2    | 1L* | 3L  | 15  | 1L* | 2   | 474    |
| 3   | Nolan Siegel         | 2L  | 2   | 13  | 8L  | 1L* | 1L* | 15  | 15  | 5    | 12  | 6   | 2   | 16  | 7   | 415    |
| 4   | Louis Foster         | 14L | 14  | 2   | 19  | 3L  | 6   | 1L  | 7   | 6    | 17  | 2   | 1L* | 18  | 3   | 410    |
| 5   | Jacob Abel           | 3L* | 16  | 9   | 4   | 9   | 2   | 6   | 2L  | 3    | 4   | 4   | 16  | 14  | 5   | 397    |
| 6   | Danial Frost         | 1L  | 10  | 11  | 18  | 5   | 7   | 11  | 14  | 16   | 7   | 5   | 3   | 3   | 6   | 361    |
| 7   | James Roe jr.        | 17  | 5   | 7   | 10  | 6   | 5   | 12  | 9   | 4    | 2   | 15  | 8   | 9   | 15  | 335    |
| 8   | Reece Gold           | 8   | 17  | 16  | 1L* | 12  | 4L  | 5   | 12  | 9    | 3   | 9   | 14  | 10  | 14  | 334    |
| 9   | Ernie Francis jr.    | 6   | 8   |     | 3   | 7   | 12  | 13  | 8   | 18   | 14  | 8   | 7   | 7   | 8   | 300    |
| 10  | Kyffin Simpson       | 10  | 18  | 3   | 13  | 17  | 8   | 2   | 16  | 15   | 5   |     | 13  | 4   | 17  | 283    |
| 11  | Christian Bogle      | 12  | 7   | 18  | 6   | 15  | 13  | 16  | 13  | 12   | 13  | 11  | 4   | 11  | 16  | 266    |
| 12  | Jamie Chadwick       | 13  | 11  | 15  | 11  | 16  | 15  | 10  | 10  | 8    | 10  | 12  | 6   | 15  | 12  | 262    |
| 13  | Jagger Jones         | 18  | 12  | 14  | 2   | 19  | 9   | 14  | 11  | 17   | 18  |     | 12  | 8   | 10  | 241    |
| 14  | Rasmus Lindh         | 9   |     | 8   | 12  | 14  | 18  | 7   | 3   | 7    | 15  | 14  |     |     |     | 210    |
| 15  | Josh Pierson         | 16  |     | 17  |     |     | 11  | 9   | 6   | 10   | 8   | 10  | 17  |     |     | 173    |
| 16  | Matthew Brabham      |     |     |     |     |     |     |     | 4   | 13   |     | 7   | 9   | 5   | 4   | 159    |
| 17  | Colin Kaminsky       | 11  | 6   | 12  | 16  | 8   | 10  |     |     |      | 11  | 13  |     |     |     | 159    |
| 18  | Enaam Ahmed          | 19  | 4   | 10  | 5   | 10  | 17  | 8   |     |      |     |     |     |     |     | 150    |
| 19  | Matteo Nannini       | 15  | 15  | 1L* | 14  | 11  | 16  | 17  |     |      |     |     |     |     |     | 146    |
| 20  | Josh Green           | 7   | 9   | 6   | 15  | 18  | 14  |     |     |      |     |     |     |     |     | 119    |
| 21  | Victor Franzoni      |     |     |     |     |     |     |     |     | 14   | 19  |     | 11  | 6   | 13  | 91     |
| 22  | Yuven Sundaramoorthy |     |     |     |     |     |     |     |     | 11   |     |     | 10  | 13  | 9   | 77     |
| 23  | Toby Sowery          |     | 3   |     | 17  | 13  |     |     |     |      |     |     |     |     |     | 65     |
| 24  | Francesco Pizzi      |     |     |     |     |     |     |     |     | 19   | 16  |     |     | 12  | 18  | 55     |
| 25  | Kiko Porto           |     |     |     |     |     |     |     |     |      | 9   |     |     | 17  | 11  | 54     |
| Pos | Rijder               | STP | ALA | IMS | DET | DET | RDA | MOH | IOW | NAS  | IMS | GAT | POR | LAG | LAG | Punten |

| Kleur       | Resultaat                       |
| ----------- | ------------------------------- |
| Goud        | Winnaar                         |
| Zilver      | 2de plaats                      |
| Brons       | 3de plaats                      |
| Groen       | 4de en 5de plaats               |
| Lichtblauw  | 6de–10de plaats                 |
| Donkerblauw | Gefinisht (buiten de Top 10)    |
| Paars       | Niet gefinisht                  |
| Rood        | Niet gekwalificeerd (DNQ)       |
| Bruin       | Teruggetrokken (Wth)            |
| Zwart       | Gediskwalificeerd (DSQ)         |
| Wit         | Niet Gestart (DNS)              |
| Blank       | Nam geen deel aan de race (DNP) |
| Blank       | Niet geracet                    |

| Toegevoegde info    |                                         |
| vet                 | Pole positie (1 punt)                   |
| cursief             | Snelste ronde                           |
| L                   | Ronde geleid (1 punt)                   |
| *                   | Meeste ronden aan de leiding (2 punten) |
| 1                   | Geen kwalificatie                       |
| Rookie van het jaar |                                         |
| Rookie              |                                         |

| Kleur       | Resultaat                       |
| ----------- | ------------------------------- |
| Goud        | Winnaar                         |
| Zilver      | 2de plaats                      |
| Brons       | 3de plaats                      |
| Groen       | 4de en 5de plaats               |
| Lichtblauw  | 6de–10de plaats                 |
| Donkerblauw | Gefinisht (buiten de Top 10)    |
| Paars       | Niet gefinisht                  |
| Rood        | Niet gekwalificeerd (DNQ)       |
| Bruin       | Teruggetrokken (Wth)            |
| Zwart       | Gediskwalificeerd (DSQ)         |
| Wit         | Niet Gestart (DNS)              |
| Blank       | Nam geen deel aan de race (DNP) |
| Blank       | Niet geracet                    |

| Toegevoegde info    |                                         |
| vet                 | Pole positie (1 punt)                   |
| cursief             | Snelste ronde                           |
| L                   | Ronde geleid (1 punt)                   |
| *                   | Meeste ronden aan de leiding (2 punten) |
| 1                   | Geen kwalificatie                       |
| Rookie van het jaar |                                         |
| Rookie              |                                         |

| Positie | 1  | 2  | 3  | 4  | 5  | 6  | 7  | 8  | 9  | 10 | 11 | 12 | 13 | 14 | 15 | 16 | 17 | 18 | 19 | 20 |
| ------- | -- | -- | -- | -- | -- | -- | -- | -- | -- | -- | -- | -- | -- | -- | -- | -- | -- | -- | -- | -- |
| Punten  | 50 | 40 | 35 | 32 | 30 | 28 | 26 | 24 | 22 | 20 | 19 | 18 | 17 | 16 | 15 | 14 | 13 | 12 | 11 | 10 |

1986 ·
1987 ·
1988 ·
1989 ·
1990 ·
1991 ·
1992 ·
1993 ·
1994 ·
1995 ·
1996 ·
1997 · 
1998 ·
1999 ·
2000 ·
2001 ·
2002 ·
2003 ·
2004 ·
2005 ·
2006 ·
2007 ·
2008 ·
2009 ·
2010 ·
2011 ·
2012 ·
2013 ·
2014 ·
2015 ·
2016 ·
2017 ·
2018 ·
2019 ·
2020 ·
2021 ·
2022 ·
2023 ·
2024 ·
2025

Lijst van coureurs